# Elemento minimal

Na figura acima, dado o conjunto A, os elementos e, h e j são maximais de A, e os elementos a, c e e são minimais. Os elementos maximal e minimal não precisam ser únicos no conjunto. O elemento e da figura é maximal e minimal ao mesmo tempo.

Elemento minimal de um conjunto é um elemento que não é maior que nenhum outro elemento do conjunto. Isso não é equivalente a dizer que todos os elementos do conjuntos são maiores que ele, pois nem toda relação de ordem permite comparar qualquer dois elementos entre si. Um elemento que é menor que todos os outros elementos de um conjunto de chama "menor elemento" do conjunto, o que não é o mesmo que elemento minimal do conjunto.
Dada uma relação de ordem estrita {\displaystyle <} sobre um conjunto {\displaystyle A}, um elemento {\displaystyle a\in A} é denominado minimal quando não existe outro elemento que seja menor que ele:
{\displaystyle \neg \exists x\in A,\;\;x<a}
Portanto, no exemplo abaixo:
S = {{d, o}, {d, o, g}, {g, o, a, d}, {o, a, f}}
ordenados por subconjunto, {d, o} é minimal.